# بخش شاه‌دل

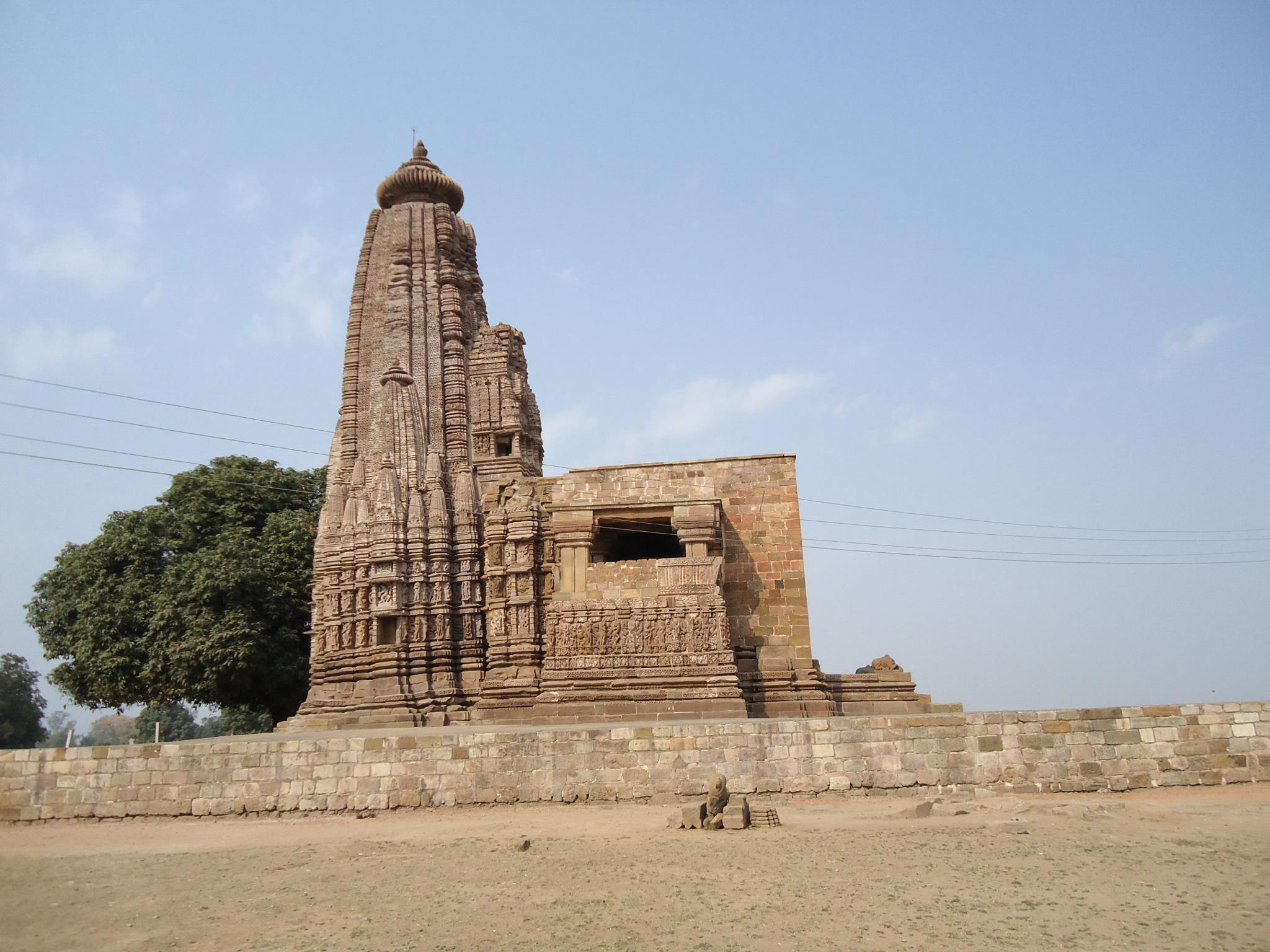
معبد ویراتشوار یا معبد ویرات لرد شیوا در سوهاگپور (شهدول)، منطقه شاهدول مادیا پرادش واقع شده است.

بخش شاه‌دل (انگلیسی: Shahdol district) از بخش‌های ایالت مادیا پرادش هند است.